# Stephen Ward (piłkarz)
Stephen Robert Ward (ur. 20 sierpnia 1985) – irlandzki piłkarz. Może występować po lewej stronie obrony oraz pomocy, zdarzało mu się także grać w ataku.

## Kariera klubowa
Seniorską karierę zaczynał w Bohemians Dublin, w styczniu 2007 został piłkarzem – występującego wówczas w Football League Championship – Wolverhampton Wanderers. W 2009 wspólnie z kolegami awansował do Premier League. Jesienią 2011 po raz pierwszy pełnił funkcję kapitana zespołu. 16 sierpnia 2013 roku został wypożyczony do Brighton & Hove Albion na sezon 2013/14. 15 sierpnia 2014 roku Ward podpisał trzyletni kontrakt z Burnley.

## Kariera reprezentacyjna
W maju 2012 został powołany do 23 osobowej kadry na Mistrzostwa Europy w Piłce Nożnej 2012 przez selekcjonera Giovanniego Trapattoniego. W dorosłej reprezentacji zadebiutował 24 maja 2011 w wygranym 5:0 spotkaniu z Irlandii Północnej (strzelił jedną z bramek).